# Juha Vainio
Juha Harri ”Junnu” Vainio (även känd som Juha ”Watt” Vainio), född 10 maj 1938 i Kotka, Finland, död 29 oktober 1990 i Gryon, Schweiz, var en finländsk sångtextförfattare, sångare, kompositör. Hans mest kända sånger är till exempel ”Albatrossi”, ”Vanhojapoikia viiksekkäitä” och ”Vanha salakuljettaja Laitinen” som han skrev och sjöng. Han författade också sångtexter för andra finska artister. Han författade cirka 2 400 texter.
Vainio föddes i Kotka och bodde där under hela sin ungdom. Han bodde också i Helsingfors och Esbo. I slutet av 1980-talet flyttade han till bergsorten Gryon i Schweiz. Vainio dog där år 1990 av en hjärtinfarkt. Vainio var gift två gånger och hade fem barn. Han är begravd på Sandudds begravningsplats i Helsingfors.